# Flugplatz Arorae

i7
i11
i13
Der Flugplatz Arorae (IATA-Code: AIS, ICAO-Code: NGTR) liegt etwa an der Nordspitze der Insel Arorae, die das südlichste Atoll der Gilbertinseln ist. Er wird von Air Kiribati zweimal wöchentlich über die Route Flughafen Bonriki – Flugplatz Tabiteuea Nord – Flugplatz Arorae angeflogen.

## Fluggesellschaften und -ziele
- Air Kiribati (Tabiteuea Nord)